# 西吉嶼
西吉嶼，又名西吉島，台灣澎湖群島的一個島嶼，為群島面積最大的無人島，及台澎航道上的重要據點，行政區曾屬於澎湖縣望安鄉西吉村，西吉廢村後，已併入東吉村22至24鄰。目前已納入澎湖南方四島國家公園（包含東吉嶼、西吉嶼、東嶼坪嶼、西嶼坪嶼）範圍。
與東吉嶼相距約4.5公里。西吉因地處偏遠，交通不便，居民謀生困難，故人口銳減，於1978年7月1日政府輔導遷村，致西吉嶼現已成無人島。